# Академия искусств и технологий кинематографа
Академия искусств и технологий кинематографа (фр. Académie des arts et techniques du cinéma, в русском языке иногда используются названия «французская Академия кино» или «французская Академия кинематографических искусств») — профессиональное объединение деятелей киноискусства Франции, учредитель кинопремии «Сезар». Образовано в 1974 году по инициативе продюсера Жоржа Кравенна с целью популяризации этой области культуры и награждения участников творческого процесса, внёсших за истекший год наиболее заметный вклад в развитие национального кино.

## Общие сведения
Включает 4199 экспертов (на 31 декабря 2013 года) по 11 специальностям участников производства фильмов: актёры (636 человек), режиссёры (739), сценаристы (199), операторы (1157), продюсеры (554), дистрибьюторы и прокатчики (123), а также художники, костюмеры, кастинг-менеджеры, сотрудники пресс-службы. Членом Академии может стать любой кинематографист Франции из названных специальностей при условии, что он принимал непосредственное участие в создании минимум трёх полнометражных фильмов за пять лет, предшествовавших вступлению в эту организацию. Однако, авторы, получившие премию «Сезар» в любой номинации, могут стать академиками, минуя вышеназванную формальность.
Большинство членов Академии (3700 человек) принимают участие в голосовании в ходе выбора лучших творческих работ кинематографистов Франции в рамках премии «Сезар». Для этого каждый декабрь они по почте получают каталог фильмов, премьера которых состоялась в уходящем году. К концу января формируется список наиболее достойных картин. После этого происходит тайное голосование: в первом туре определяются 4-5 основных претендентов для каждой номинации, во втором — победитель номинации. До недавнего времени голосование организовывалось в кинотеатре «Lе Balzac» на Елисейских Полях Парижа. Подсчет голосов завершается в день торжественной церемонии в конторе ответственного секретаря Академии. Он прибывает на церемонию с запечатанными конвертами, которые передаёт ведущим, объявляющим победителей, по мере оглашения списка номинантов. С 2012 года вся процедура происходит дистанционно методом электронного голосования непосредственно в день вручения премии.
Академия искусств и технологий кинематографа является некоммерческой организацией, кроме того, каких-либо государственных субсидий не получает. Она существует на членские взносы, продажи прав на трансляцию церемоний вручения премии Сезар и размещения рекламы спонсоров и партнёров (среди которых традиционно крупнейшие — Canal+, BNP Paribas, Renault и ряд других).

## Президенты Академии
- 1976 — Марсель Ишак (временно исполнял обязанности).
- 1976—1986 — Робер Энрико.
- 1986—1988 — Жанна Моро.
- 1988—1990 — Александр Мнушкин.
- 1990—1992 — Жан-Лу Дабади.
- 1992—2003 — Даниэль Тоскан дю Плантье.
- 2003—настоящее время — Ален Терзян.